# Plup
Justin McGrath (né le 24 novembre 1993), connu sous le pseudonyme Plup, est un joueur américain de Super Smash Bros. 

## Carrière
À Super Smash Bros. Melee, il joue Sheik, mais joue aussi Samus et Fox.
Il gagne en notoriété après plusieurs bons résultats en 2015. En particulier, ESPN suggère en 2015 qu'il pourrait être le premier joueur de l'histoire à avoir battu les Cinq Dieux de Melee, un titre finalement remporté par Leffen à l'Apex 2015.
À l'EVO 2016, il arrive troisième avec une victoire contre un des Cinq Dieux de Melee, Hungrybox,. En termes de niveau de jeu, il est souvent considéré comme juste en-dessous des Cinq Dieux et de William "Leffen" Hjelte,.
Le 23 juillet 2017, il remporte la DreamHack Atlanta en battant Mew2King et Hungrybox. Il devient le premier non-Dieu depuis 2015 à gagner un tournoi où plusieurs Dieux sont inscrits. Cet accomplissement avait été réussi en dernier en janvier 2015 par Leffen, qui avait battu Mang0 et Armada au B.E.A.S.T. 5.